# Anthocoris whitei
Anthocoris whitei är en insektsart som beskrevs av Reuter 1884. Anthocoris whitei ingår i släktet Anthocoris och familjen näbbskinnbaggar. Inga underarter finns listade i Catalogue of Life.